# ヒューマニクス
ヒューマニクス（humanics）とは、「ヒト」という存在に対する理解を深め、高度に発展しつつある科学技術を活用し、個々のヒトが活きる社会を生み出すために必要な知を探る学問領域である。

## 学問的位置付け
いくつかの学派や学者が少しずつ異なった定義でヒューマニクスという名前の学問領域を提唱している。
筑波大学ヒューマニクス学位プログラムによれば、「ヒューマニクス」とは、生命の恒常性の原理、個としての「ヒト」の生理と病理を明らかにし、社会の中で「人」として健康で快適な生活が実現できる新たな科学・技術を生み出す学問領域のことである。また、現在および未来の生命と健康上の課題を克服し、人類が持続的に繁栄するためには、その時々の生命医科学の知識や技術に、常に異分野の知識や技術を取り込み、新たなパラダイムの創造に挑戦し続けることが必要であるとしており、これを実践するのがヒューマニクスであるとしている。このような異分野知識の融合によるパラダイム創出の例として、手術支援ロボットのda Vinci (医療ロボット)、ロボットスーツHAL、光遺伝学などを挙げている。
また、Joseph E. Aoun（英語版）は、人工知能やロボットがいかに人間と労働力を競う存在になろうとも、決して人間には勝てない知の領域としてHumanicsをあげ、特にそれは(1)ビッグデータを取り扱うためのデータリテラシー、(2)機械を取り扱うための技術リテラシー、そして(3)人間性、コミュニケーション、デザインを扱い、人間として機能するために必要なヒューマンリテラシーの3つの柱からなるとしている。